# John Glenn
John Herschel Glenn Jr. (Cambridge, Ohio, 1921. július 18. – Columbus, Ohio, 2016. december 8.) amerikai pilóta, űrhajós, politikus.

## Élete
Glenn Cambridge városban, Ohio államban született John H. Glenn és Clare Sproat gyermekeként.
Egyetemi tanulmányait a Marylandi Egyetemen végezte.
Az amerikai tengerészgyalogság pilótájaként szolgált a második világháborúban (1939–1945) és a koreai háborúban (1950–1953). 1954-től berepülőpilóta. 1956-ban Washingtonban a Légiflotta Hivatal vadászrepülő vezérkaránál dolgozott. 1957-ben megdöntötte a Los Angeles–New York közti gyorsasági csúcsot (3 óra 23 perc). 1959-ben az első hét amerikai asztronauta egyikeként kezdte meg az űrhajóskiképzést a Mercury-program keretein belül. Ő a 3. amerikai, aki a világűrben járt, és az első amerikai űrhajós, aki meg is kerülte a Földet. Glenn korábban az első két amerikai szuborbitális űrutazás (Freedom 7 és Liberty Bell 7) tartalék űrhajósa volt 1961-ben. 1964-ben leszerelt a NASA űrhajóskötelékéből, és a politikai életben helyezkedett el. 1974–1999 között Ohio állam demokrata párti szenátora volt.
1998-ban, 77 évesen a Space Shuttle fedélzetén ismét repülhetett, így 2021-ig ő volt a legidősebb ember, aki valaha az űrben járt.

## Magánélete
1943-ban feleségül vette Anna Margaret Castort, akinek tőle egy fia és egy lánya született.

## Repülések
(zárójelben a repülés időszaka)
- Mercury Atlas–6 / Friendship 7 (1962. február 20.)
- STS–95, Discovery (1998. október 29. – 1998. november 7.)

## Képgaléria

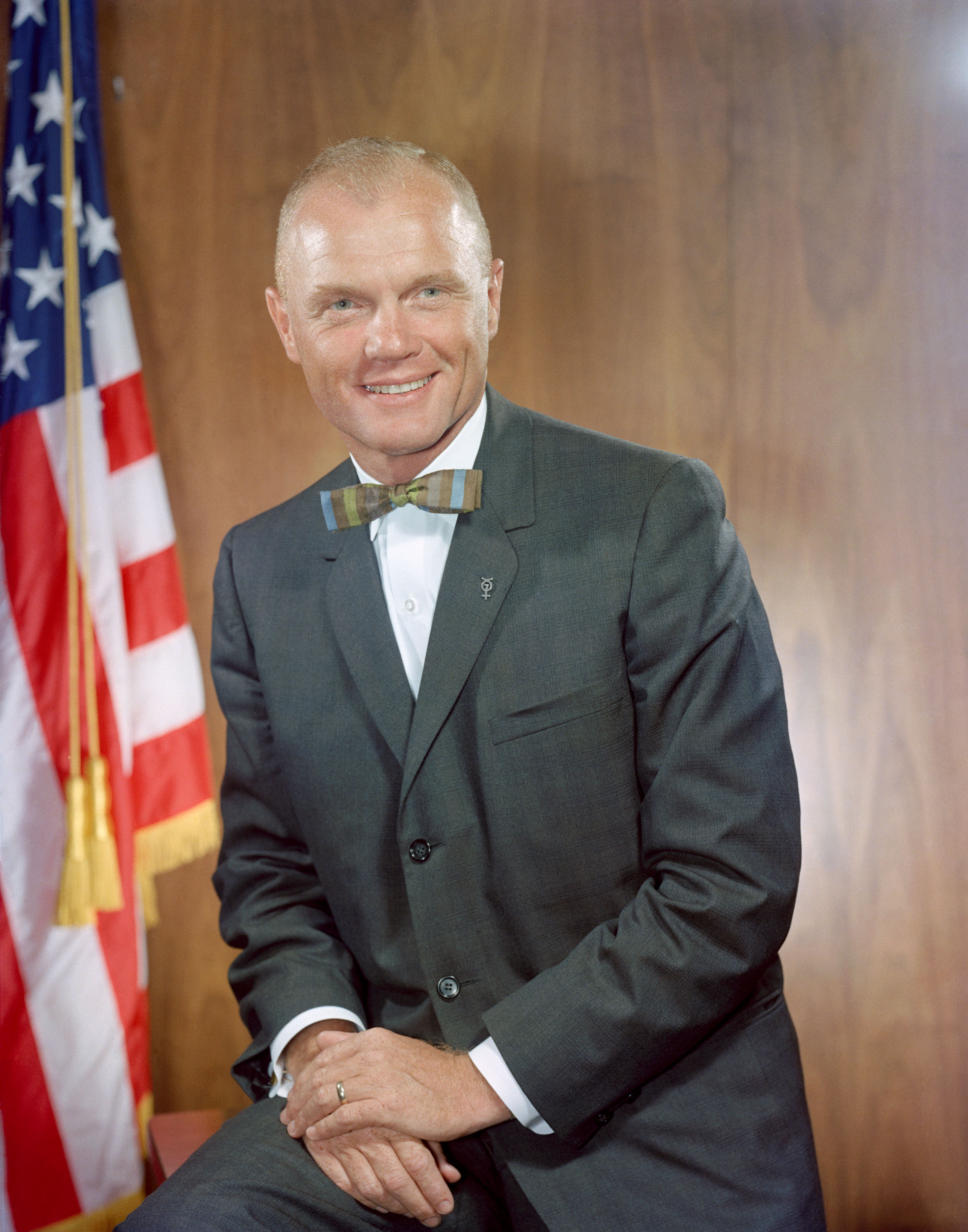
Glenn 1961-ben
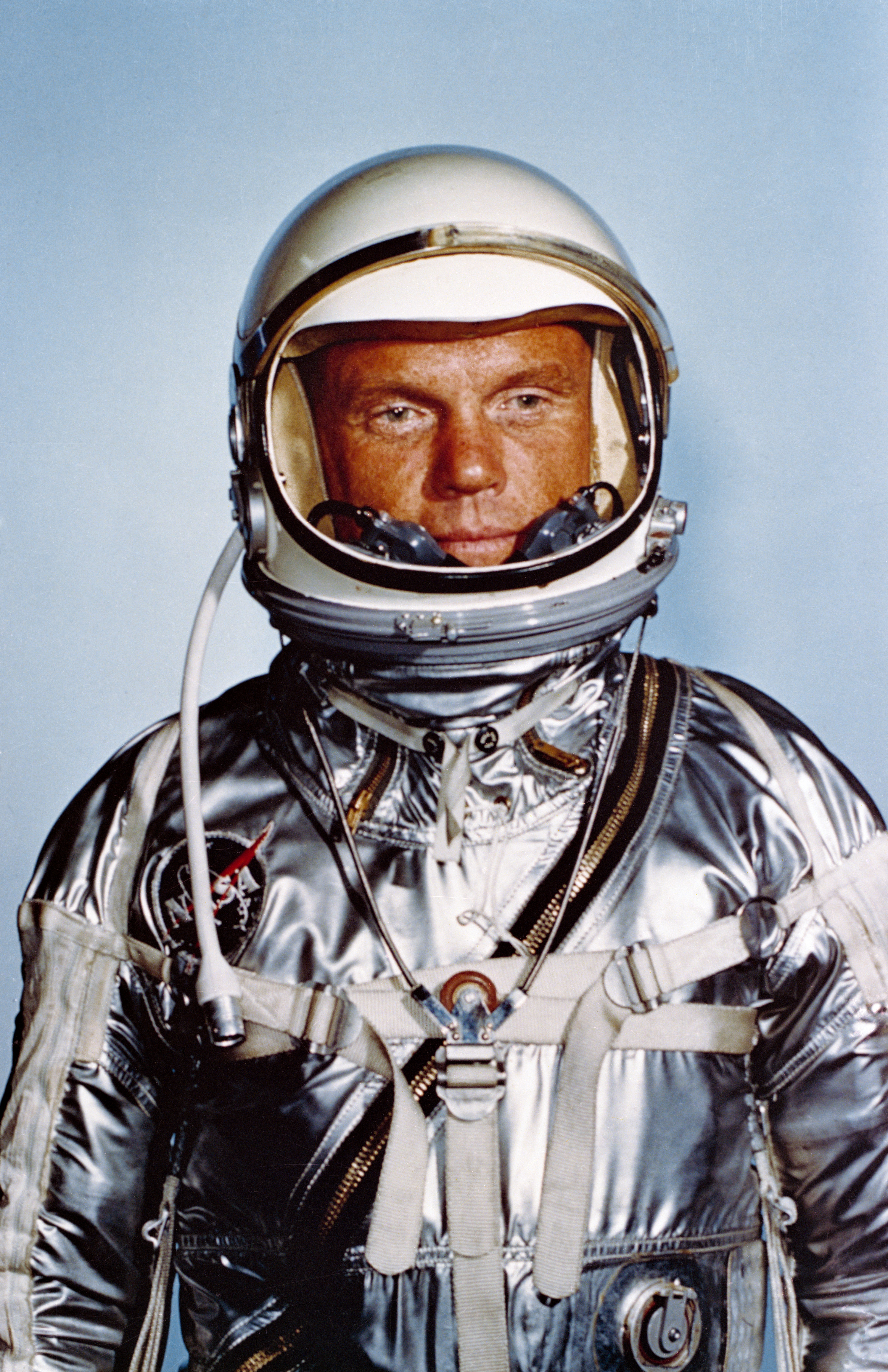
Glenn űrruhában (1962)
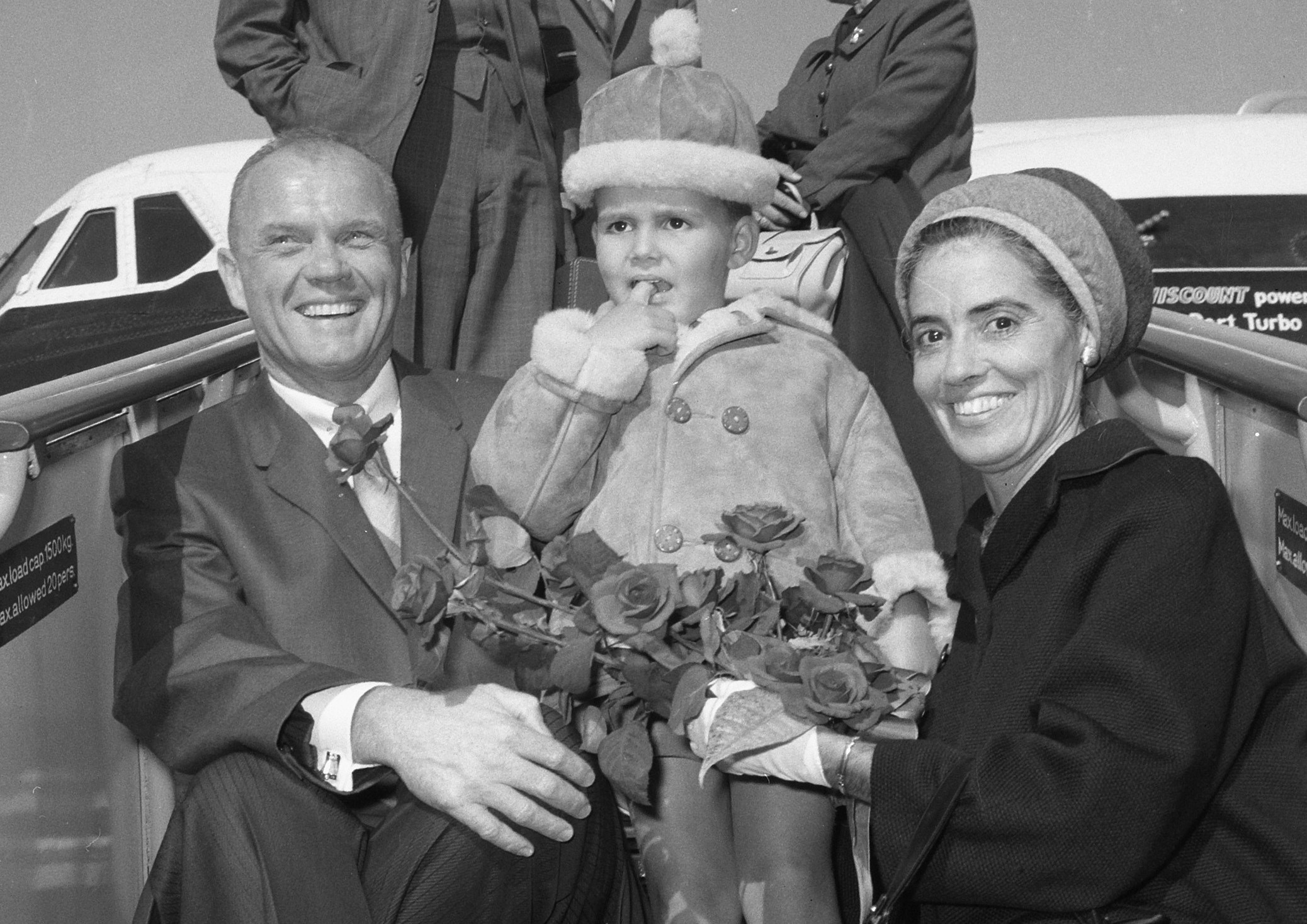
Glenn a feleségével (1965)
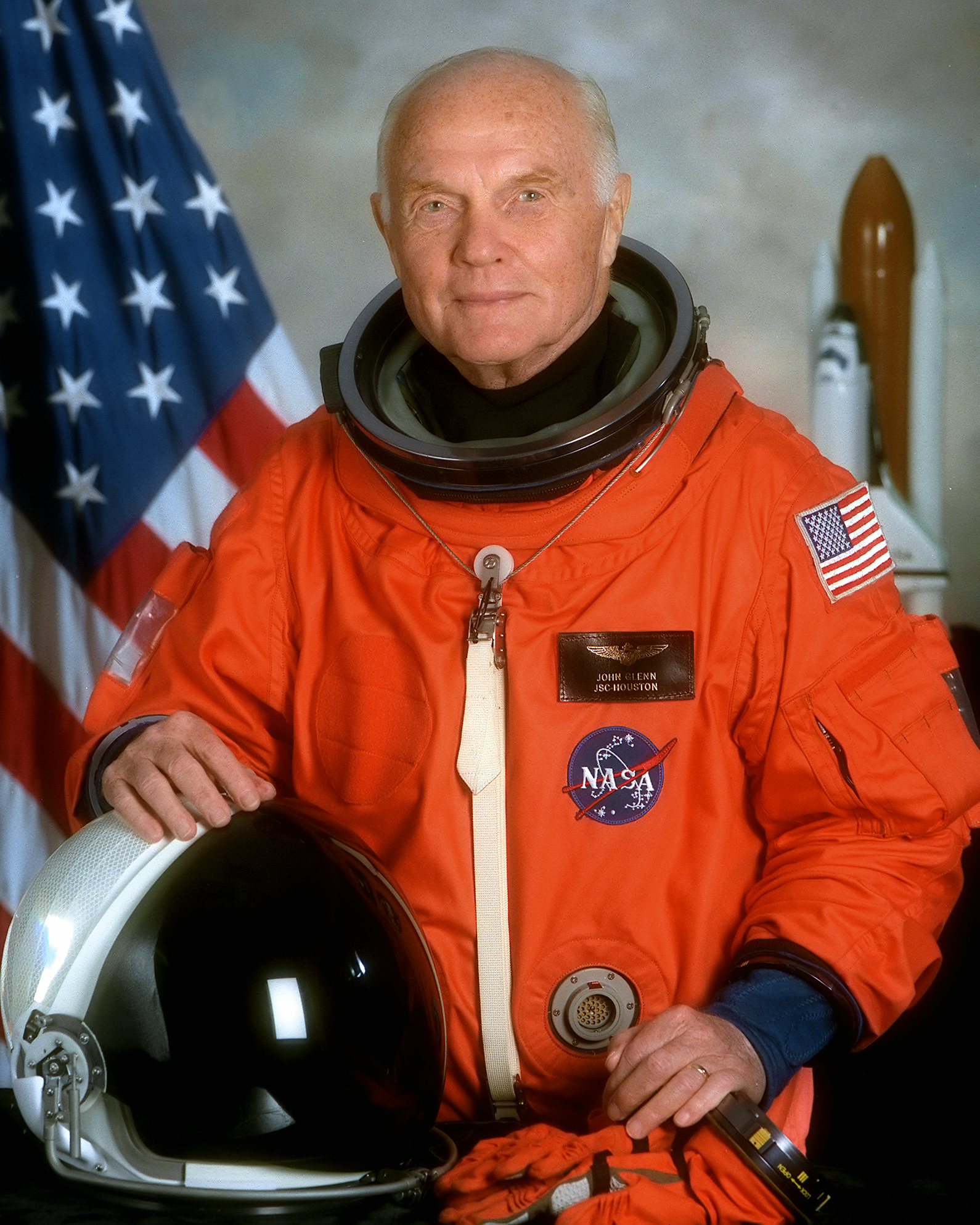
John Glenn 1998-ban